# Archivo General de la Administración
El Archivo General de la Administración (por sus siglas AGA) es un archivo nacional español, situado en la ciudad de Alcalá de Henares (Comunidad de Madrid).

## Historia
El Archivo General de la Administración fue creado el 8 de mayo de 1969. Es el sucesor del Archivo General Central del Reino, fundado en 1858 y situado en el Palacio Arzobispal de Alcalá hasta que fue arrasado por un incendio en 1939. El proyecto del edificio fue diseño del arquitecto Juan Segura de Lago. Las obras se iniciaron a finales de 1969 y finalizaron en la primavera de 1973. Sin embargo, no fue inaugurado oficialmente hasta el 27 de marzo de 1976, debido a la situación política que vivía entonces el país.

## Edificio
El edificio, de planta triangular, se levanta sobre un solar de 16.416 m². La superficie total construida es de 42.269 m² distribuidos en nueve plantas. Su capacidad total es de aproximadamente 200 km de estantería no compacta para la instalación de documentos. Incluye también el Archivo Central de Educación y el Centro de Información Documental de Archivos (CIDA).

## Características
Es uno de los seis archivos nacionales de España, y tiene la función de archivo intermedio de la administración estatal española. Es el tercer archivo del mundo en cuanto a volumen de sus fondos (por detrás de Archivos Federales de Washington D. C. y la Cité des Archives de Fontainebleau). La documentación que alberga data, sobre todo, de los siglos XIX y XX. 
Sus funciones son la custodia, conservación, organización, descripción y difusión de la documentación que tiene en depósito, constituyendo una parte fundamental del patrimonio documental español. También determina qué fondos deben ser trasladados al Archivo Histórico Nacional y cuáles son propuestos para su eliminación a la Comisión Superior Calificadora de Documentos Administrativos.

## Véase también

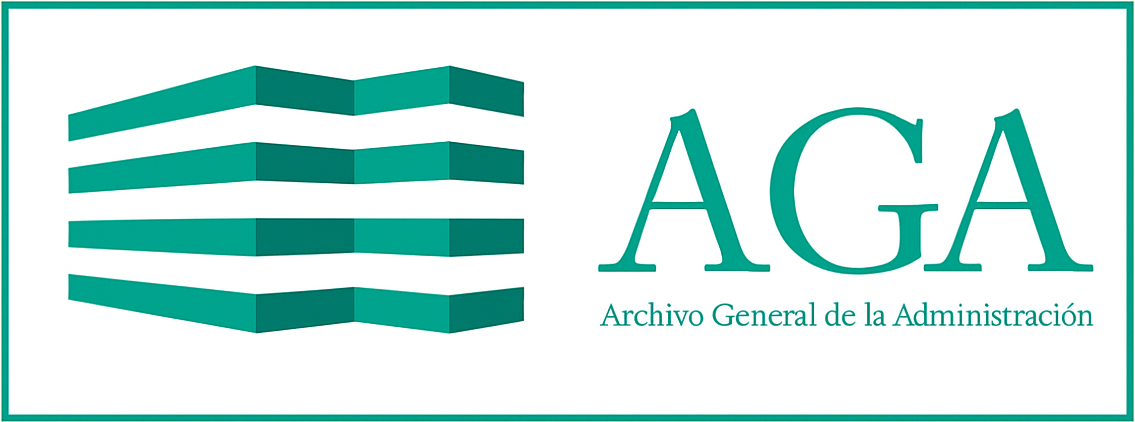
Logotipo del Archivo General de la Administración